# Nieuwvliet
Nieuwvliet ist ein niederländischer Urlaubsort an der Küste von Seeländisch-Flandern in der Provinz Zeeland mit 395 Einwohnern. Er gehört zur Gemeinde Sluis und besteht im Wesentlichen aus dem Dorf Nieuwvliet-Dorf (auch Sinte Pier genannt) und Nieuwvliet-Bad mit vielen angelegten Ferienhaus-Parks direkt am Meer und ruhig gelegenen Campingplätze im Polderhinterland.

## Sehenswürdigkeiten
- Naturschutzgebiet „De Verdronken Zwarte Polder“
- Windmühle aus dem Jahr 1850[3]